# Koncelebrirana misa
Koncelebrirana misa, koncelebracija ili suslavlje (lat. con - zajedno + celebrare - slaviti) je zajedničko misno slavlje dvojice ili više svećenika ili biskupa, najčešće misna slavlja o župnim ili (nad)biskupijskim, crkvenim, svetačkim i marijanskim svetkovinama, blagdanima, spomendanima i slavljima.
Sve su papinske, kardinalske i (nad)biskupske mise u pravilu koncelebrirane.
Suslavitelji odnosno koncelebranti prema Općim uredbama Rimskog misala i tradiciji Crkve (još iz Hipolitova vremena) pridružuju se slavitelju euharistije tišim glasom, vršeći Uredbu br. 153 prema kojoj je koncelebracija »očituje jedinstvo svećeništva, žrtve i svega Božjega naroda« uz istodobno poštovanje predvoditelja misnog slavlja«. Biskupima se preporučuje bogoslužje u suslavlju sa svojim prezbiterima i đakonima.

## Povijest
Koncelebracija je oduvijek bila prisutna u kršćanstvu, napose Istočnome kršćanstvu, dok je u Katoličkoj Crkvi nakon Drugoga Seviljskoga sabora 613. godine, na kojemu je određeno kako svećenici ne smiju koncelebrirati bez prisutnosti biskupa, sve do Drugoga vatikanskoga sabora bila strogo određena samo u dvjema prigodama - na svećeničkome ređenju i biskupskim misama. Od toga pravilo odstupalo se u srednjemu vijeku u doba kuge, kada su mise zadušnice u pravilu bile koncelebrirane.
Nakon Drugoga vatikanskoga sabora, koncelebrirana misa prestaje se izdvajati od bilo koje druge svete mise na temelju zalaganja pape Pija XII., ali i s jasnim uporištem u Isusovim riječima iz Evanđelja po Mateju: »Jer gdje su dvojica ili trojica sabrana u moje ime, tu sam i ja među njima.« (Mt 18,20) Time su svećenici suslavitelji od samo prisutnih svjedoka postali punopravni sudionici misnoga slavlja, prema riječima pape Pija XII. iz apostolske konstitucije Episcopali consecrationi.